# John Trevelyan, II baronetto
Sir John Trevelyan (9 aprile 1670 – 25 settembre 1755) è stato un politico inglese.
Sedette alla Camera dei Comuni inglese e britannica tra il 1695 e il 1722.

## Biografia
Trevelyan era il figlio maggiore di Sir George Trevelyan, I baronetto di Nettlecombe Court e di sua moglie Margaret Willoughby, figlia di John Willoughby di Ley Hill, Honiton, Devon. Quando aveva un anno soltanro, nel 1671, successe al titolo di baronetto alla morte del padre. Si iscrisse al Wadham College di Oxford nel 1687.
Trevelyan fu membro del Parlamento per Somerset dal 1695 al 1698 e nel 1701 e fu nominato Alto Sceriffo del Somerset per l'anno 1704-1705. Successivamente divenne anche deputato per Minehead alle elezioni generali, dal 1708 al 1715 e dal 1717 al 1722.
Trevelyan morì nel settembre 1755, all'età di 85 anni, dopo aver ricoperto la carica di baronetto per 84 anni. Si era sposato due volte: la prima con Urith Pole, la figlia di Sir John Pole, 3º baronetto di Shute, dalla quale ebbe una figlia che morì molto giovane. Per seconda moglie sposò Susanna Warren, la figlia ed erede di William Warren di Stallensthorn, Devon, dalla quale ebbe tre figli e cinque figlie. Gli successe nel titolo di baronetto George Trevelyan, 3º baronetto.